# 古德溫 (亞利桑那州)
古德溫（英語：Goodwin）是位於美國亞利桑那州亞瓦派縣的一個非建制地區。該地的面積和人口皆未知。

## 地理
古德溫的座標為34°21′21″N 112°22′48″W / 34.35583°N 112.38000°W，而該地的平均海拔高度為1725米（即5659英尺）。